# Agra (divisie)

Ligging in Uttar Pradesh

Agra is een divisie binnen de Indiase deelstaat Uttar Pradesh. In 2011 telde het gebied 11.304.646 inwoners op een oppervlakte van 12481 km².
De divisie Agra bestaat uit de volgende vier districten:
- Agra
- Firozabad
- Mainpuri
- Mathura

Het bestuurscentrum van de divisie bevindt zich in de gelijknamige stad Agra.